# بيت الشعر بالأقصر
بيت الشِّعر بالأقصر هو مؤسسة ثقافية في مدينة الأقصر بصعيد مصر، أُقيمت بمبادرة إماراتية سنة 2015، يُعنى بالشعر على وجه الخصوص، ويضطلع سنويًا بتنظيم مهرجان الأقصر للشعر العربي.

## التأسيس
افتُتح بيت الشعر بالأقصر في 14 نوفمبر 2015، ضمن مبادرة الشيخ الدكتور سلطان بن محمد القاسمي، حاكم الشارقة وعضو المجلس الأعلى، بإنشاء بيوت للشعر في البلدان العربية لرعاية الشعر العربي والكشف عن المواهب الشعرية. وشارك في الافتتاح وزير الثقافة المصري حلمي النمنم، ورئيس دائرة الثقافة والإعلام بإمارة الشارقة عبد الله العويس ومحافظ الأقصر الدكتور محمد بدر، ورئيس الهيئة العامة لقصور الثقافة الدكتور محمد أبو الفضل بدران.
تولى إدارة بيت الشعر منذ إنشائه الشاعر حسين القباحي، الذي أرجع اختيار مدينة الأقصر مقرًا للبيت "بأن صعيد مصر بحاجة إلى منارة إبداعية تحتضن أبناءه، وتنشّط الحالة الثقافية".

## بيت الشعر
يقع بيت الشعر بالأقصر شرق طريق الكباش، ويديره الشاعر حسين القباحي. ويتولى بيت الشعر تنظيم مختلف الفاعليات الشعرية والفنية على مدار العام في مقره أو خارجه، كما يرعى بعض الفاعليات خارج محافظة الأقصر. وأبرز هذه الفاعليات مهرجان الأقصر للشعر العربي، الذي يقام في نوفمبر من كل عام منذ إنشاء بيت الشعر بالأقصر، بالتزامن مع العيد المحلي لمحافظة الأقصر.
قدم بيت الشعر بالأقصر ـ وفق تقدير مديره في أبريل 2021 ـ أكثر من 600 شاعر وناقد وفنان تشكيلي، وقام بعدة زيارات خارج بيت الشعر، كما نظم عددًا من الدورات التدريبية والمعارض الفنية ومعارض الخط العربي ومسابقات في الشعر وفي فن الإلقاء.